# کاتیادی
کاتیادی (به لاتین: Katiadi) یک منطقهٔ مسکونی در بنگلادش است که در ناحیه کیشورگنج واقع شده‌است. کاتیادی ۲۱۹٫۲۲ کیلومتر مربع مساحت و ۲۶۴٬۵۰۱ نفر جمعیت دارد.